# Episodi di The Crown (prima stagione)
La prima stagione della serie televisiva The Crown, composta da dieci episodi, è stata interamente pubblicata sul servizio di streaming on demand Netflix il 4 novembre 2016.
| nº | Titolo originale      | Titolo italiano  | Pubblicazione   |
| -- | --------------------- | ---------------- | --------------- |
| 1  | Wolferton Splash      | Wolferton Splash | 4 novembre 2016 |
| 2  | Hyde Park Corner      | Hyde Park Corner | 4 novembre 2016 |
| 3  | Windsor               | Windsor          | 4 novembre 2016 |
| 4  | Act of God            | Atto di Dio      | 4 novembre 2016 |
| 5  | Smoke and Mirrors     | Fumo negli occhi | 4 novembre 2016 |
| 6  | Gelignite             | Esplosivo        | 4 novembre 2016 |
| 7  | Scientia Potentia Est | Sapere è potere  | 4 novembre 2016 |
| 8  | Pride & Joy           | Orgoglio e gioia | 4 novembre 2016 |
| 9  | Assassins             | Assassini        | 4 novembre 2016 |
| 10 | Gloriana              | Gloriana         | 4 novembre 2016 |

## Wolferton Splash
- Titolo originale: Wolferton Splash
- Diretto da: Stephen Daldry
- Scritto da: Peter Morgan

### Trama
Nel 1947 la principessa Elisabetta si sposa con Filippo Mountbatten, da poco nominato duca di Edimburgo. Il padre di Elisabetta, re Giorgio VI, soffre di violenti attacchi di tosse. Negli anni seguenti la salute del re sembra momentaneamente migliorare e Elisabetta e Filippo vivono felicemente a Malta insieme ai loro figli, Carlo e Anna. Nel 1951 Winston Churchill viene nuovamente nominato primo ministro. Intanto le condizioni di salute del re peggiorano e gli viene asportato d'urgenza un polmone. Elisabetta e Filippo fanno ritorno a Londra per stare vicino alla famiglia. Il re scopre di avere il cancro, così decide di affidare più mansioni governative a Elisabetta per prepararla al suo futuro ruolo di Regina. Nel frattempo Margaret, sorella di Elisabetta, si intrattiene sempre più spesso con il colonnello Peter Townsend, funzionario di corte del re.

## Hyde Park Corner
- Titolo originale: Hyde Park Corner
- Diretto da: Stephen Daldry
- Scritto da: Peter Morgan

### Trama
Il re si riprende in fretta dall'operazione ma è troppo debole per effettuare il tradizionale tour del Commonwealth; decide dunque di mandare Elisabetta e Filippo al suo posto. Churchill intanto è alle prese con una crisi interna al suo partito, poiché in molti, compreso il suo pupillo Anthony Eden, lo ritengono troppo anziano e poco lucido e vorrebbero le sue dimissioni. A Buckingham Palace la principessa Margaret e Peter tentano di tenere nascosta la loro relazione, poiché egli è già sposato, ma vengono scoperti da Tommy Lascelles, segretario privato del re. Re Giorgio muore mentre Elisabetta e Filippo si trovano in Kenya. Appresa la notizia, Elisabetta fa ritorno a casa e assume il ruolo di regina con il nome di Elisabetta II.

## Windsor
- Titolo originale: Windsor
- Diretto da: Philip Martin
- Scritto da: Peter Morgan

### Trama
Nel 1936 re Edoardo VIII decide di abdicare al trono per poter stare con Wallis Simpson, statunitense due volte divorziata. Nel 1952 Edoardo, ora noto come duca di Windsor, fa ritorno nel Regno Unito per il funerale del fratello. La regina Mary non vede di buon occhio la presenza del duca. Elisabetta si incontra con Churchill per discutere alcune richieste avanzate da Filippo: egli vuole che i suoi figli mantengano il nome Mountbatten e che la famiglia rimanga a vivere a Clarence House invece che trasferirsi a Buckingham Palace. Churchill non è d'accordo con le proposte, ma Elisabetta vuole accontentare Filippo. Il primo ministro inoltre convince la regina a rimandare di un anno l'incoronazione, cosa che Elisabetta vede come una mossa di Churchill per restare al potere. Grazie al duca di Windsor, Elisabetta si convince ad assumere per sé e i figli il cognome Windsor e di trasferirsi con la famiglia a Buckingham Palace.

## Atto di Dio
- Titolo originale: Act of God
- Diretto da: Julian Jarrold
- Scritto da: Peter Morgan

### Trama
Nel dicembre 1952 Londra si risveglia sotto una grande cappa di smog. Churchill si interessa poco alla faccenda, ritenendola una semplice nebbia. Migliaia di persone muoiono intossicate. La segretaria preferita di Churchill, Venetia Scott, viene investita da un autobus a causa della poca visibilità. Elisabetta viene spinta da suo zio Lord Mountbatten a chiedere le dimissioni di Churchill per non aver saputo gestire la crisi, tuttavia è restia a farlo poiché i sovrani non intervengono negli affari del governo. Churchill si reca in ospedale per porgere omaggio a Venetia e rilascia una vibrante dichiarazione contro l'inquinamento che fa cambiare idea a Elisabetta, inoltre dopo il terzo giorno la cappa di smog scompare. Nel frattempo Filippo prende lezioni di volo da Townsend.

## Fumo negli occhi
- Titolo originale: Smoke and Mirrors
- Diretto da: Philip Martin
- Scritto da: Peter Morgan

### Trama
Nel 1953 la regina Mary muore, così il duca di Windsor torna nuovamente a Londra. Lascelles suggerisce al duca di non partecipare alla cerimonia di incoronazione di Elisabetta e gli rivela che sua moglie Wallis non riceverà un invito. Elisabetta affida a Filippo la supervisione del comitato organizzatore della cerimonia, ma le sue proposte, tra cui il voler trasmettere la cerimonia in diretta televisiva, vengono viste malamente dalla maggior parte del comitato. Filippo vuole inoltre evitare di inginocchiarsi di fronte a Elisabetta durante l'incoronazione, richiesta che Elisabetta respinge. Elisabetta viene incoronata nella abbazia di Westminster il 2 giugno 1953, mentre il duca di Windsor segue la cerimonia dalla sua casa a Parigi.

## Esplosivo
- Titolo originale: Gelignite
- Diretto da: Julian Jarrold
- Scritto da: Peter Morgan

### Trama
Peter Townsend, dopo aver divorziato dalla moglie, chiede a Margaret di sposarlo. Tuttavia il Royal Marriages Act del 1772 impedisce ai membri della famiglia reale di sposarsi con persone divorziate, ed Elisabetta è indecisa su come comportarsi. La regina porta con sé Townsend nel suo viaggio in Irlanda del Nord per cercare di tenerlo lontano da Margaret e cercare al tempo stesso una soluzione, ma viene infastidita dal grande interesse che la stampa ha nei confronti della relazione tra Peter e Margaret. Tornata a Londra, Elisabetta viene consigliata da Lascelles di aspettare fino a quando Margaret non compirà 25 anni, permettendole in tal modo di sposarsi anche senza il consenso regale. Townsend viene mandato a Bruxelles per tenerlo lontano da Margaret.

## Sapere è potere
- Titolo originale: Scientia Potentia Est
- Diretto da: Benjamin Caron
- Scritto da: Peter Morgan

### Trama
Gli Stati Uniti e il Regno Unito sono preoccupati a causa del nuovo test nucleare effettuato dall'Unione Sovietica. Il presidente Eisenhower invita il ministro degli Esteri Eden a Washington per discutere dell'argomento, tuttavia Eden viene operato d'urgenza a causa di una colangite acuta. Churchill invita quindi Eisenhower a Londra, ma viene colpito da un ictus ed è costretto ad annullare l'appuntamento. La regina viene tenuta all'oscuro dell'ictus di Churchill. Nel frattempo la regina decide di assumere un tutore per aiutarla ad ampliare la sua cultura, dal momento che da giovane è stata istruita soltanto sulla costituzione e sul ruolo della monarchia nel Regno Unito. Dopo un secondo ictus di Churchill, Elisabetta viene a scoprire circa la salute del Primo Ministro, così lo convoca per ammonirlo con un discorso basato sulla fiducia tra Monarca e Governo che studiò da bambina.

## Orgoglio e gioia
- Titolo originale: Pride & Joy
- Diretto da: Philip Martin
- Scritto da: Peter Morgan

### Trama
Elisabetta e Filippo partono per un lungo tour del Commonwealth. La regina vorrebbe che fosse la Regina Madre a occuparsi degli affari di stato, ma quest'ultima, stanca e ancora in lutto per la morte del marito, decide di prendersi una vacanza in Scozia, e affida a Margaret il compito di fare le veci della regina. Margaret tuttavia si comporta in modo troppo esuberante per gli standard della famiglia reale, così la Regina Madre è costretta a tornare. 

## Assassini
- Titolo originale: Assassins
- Diretto da: Benjamin Caron
- Scritto da: Peter Morgan

### Trama
Nel 1954, in occasione degli ottant'anni di Churchill viene organizzato un grande ricevimento in suo onore e viene chiamato il famoso pittore Graham Sutherland per realizzare un ritratto del primo ministro. Elisabetta passa molto tempo con il suo amico d'infanzia Henry Herbert, detto "Porchy", entrambi appassionati di cavalli. Filippo si sente sempre di più messo da parte e discute con la moglie riguardo al loro matrimonio. Il ritratto di Sutherland fa infuriare Churchill, che lo considera orribile e per niente somigliante a lui. Tuttavia Churchill si rende conto di essere anziano, stanco e rassegna le sue dimissioni.

## Gloriana
- Titolo originale: Gloriana
- Diretto da: Philip Martin
- Scritto da: Peter Morgan

### Trama
Nel 1955, Margaret compie venticinque anni ed è impaziente di rivedere Peter Townsend, tuttavia Elisabetta scopre che il matrimonio tra i due può avvenire solo se l'intero parlamento dà l'approvazione, cosa che il nuovo primo ministro Anthony Eden ritiene impossibile. Elisabetta non sa se comportarsi da sorella e acconsentire al matrimonio oppure comportarsi da regina e da capo della Chiesa, impedendo a Margaret di sposare l'uomo che ama. Dopo una conversazione con il duca di Windsor, Elisabetta prende una decisione e decide di non dare la sua approvazione per il matrimonio. Townsend annuncia alla stampa che il fidanzamento è annullato e ritorna a Bruxelles. Eden cerca di gestire la crescente tensione con il presidente egiziano Gamal Abd el-Nasser riguardo alla nazionalizzazione del canale di Suez. Filippo acconsente ad andare in Australia in occasione dei Giochi della XVI Olimpiade per riflettere sul suo comportamento e allontanarsi dal clima di tensione che si è creato tra lui ed Elisabetta.